# Kauffman (Schiff)
Die Kauffman, auch USS Kauffman (Kennung: FFG-59), war eine Fregatte der Oliver-Hazard-Perry-Klasse (long-hull)  der United States Navy, das von 1987 bis 2015 in Dienst stand. Das Schiff war nach dem Vizeadmiral James L. Kauffman benannt.

## Geschichte
Die Fregatte wurde am 8. April 1985 bei Bath Iron Works auf Kiel gelegt und lief am 29. März 1986 vom Stapel. Etwa ein Jahr später wurde sie in Dienst gestellt. 
Zuletzt war die Kauffman in  Norfolk stationiert, wo sie am 18. September 2015 außer Dienst gestellt wurde. 